# Бычок Кауча
Бычок Кауча (лат. Gobius couchi) — прибрежная морская рыба семейства бычковых. Видовое название было дано в честь Джонатана Кауча (Jonathan Couch; 1789—1870) — ихтиолога и автора книги «A History of the Fishes of the British Islands» («История рыб Британских островов»), опубликованной между 1862 и 1867 годами.

## Описание

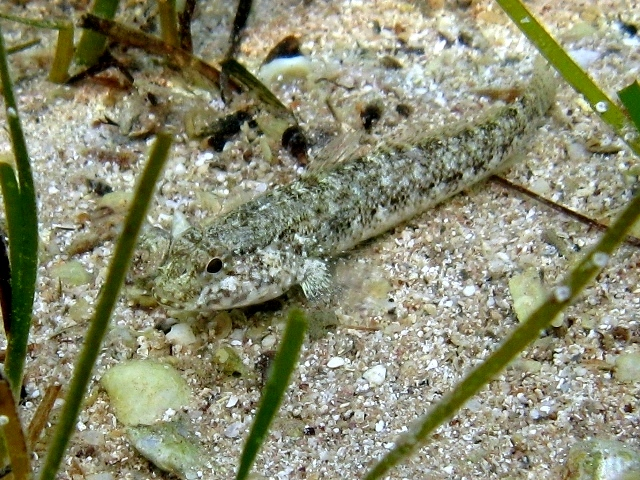

Максимальная длина тела — 17 см. У берегов Крыма стандартная длина самцов до 66 мм, масса 5,7 г, самок — 61 мм и 5,4 г соответственно. Тело короткое, вальковатое. В грудных плавниках отсутствуют волосовидные лучи. Спина перед первым спинным плавником, затылок и горло с чешуей, щеки и основания грудных плавников лишены чешуи. Верхние лучи на концах свободны от мембраны, а у самцов также свободна верхняя часть лучей первого спинного плавника. В первом спинном плавнике 5-7 колючих лучей; во втором — 1-2 колючих и 11-14 мягких, в анальном — 1-2 колючих и 10-13 мягких лучей. Окраска головы и тела с мраморным рисунком, образованным чередованием чешуй коричневатого и палевого цвета на спине и верхней части боков, палевых и оранжево-желтоватых — на нижней части тела. Брюхо желтовато-белое. Вдоль середины бока проходит ряд чёрно-коричневых точек и девять коричневатых пятен с размытыми краями. При стрессе и агрессии окраска темнеет, становясь коричневой, но сохраняя мраморный рисунок. Плавники желтоватые, на непарных с 4-5 неровными красновато-коричневыми полосками, на грудных плавниках есть ряды розоватых точек.

## Ареал
Атлантическо-средиземноморский вид, найденный у берегов Великобритании и Ирландии, а также в северной части Средиземного моря и в Эгейском море (южная часть пролива Дарданеллы).
В Чёрном море впервые обнаружен у берегов Крыма в 2016 году в двух севастопольских бухтах — Казачьей и Карантинной.

## Биология
Морская донная рыба. Обитает на глубинах до 3—20 м, преимущественно на участках с песчаным дном, местами поросшим зостерой, с россыпями камней и валунами. Очень редко может встречаться в зарослях морских трав. Обычно бычки сидят в норках, сооруженных в песке под камнями, либо под корнями водной растительности, или находятся вблизи своих укрытий. Нерест длится со второй половины мая до конца июля. Нерест порционный. Плодовитость самки в одной порции от 7,9 до 9,2 тысяч штук. Самец охраняет кладку. Продолжительности жизни до 6 лет. Питается полихетами, ракообразными, моллюсками и водорослями.